# Jornaleros y Aparceros (Pajaritos)
Jornaleros y Aparceros (Pajaritos) es una localidad del municipio de Centro ubicado en la subregión centro del estado mexicano de Tabasco.

## Geografía
La localidad de Jornaleros y Aparceros (Pajaritos) se sitúa en las coordenadas geográficas 18°04′40″N 92°48′39″O / 18.077778, -92.810833, a una elevación de 1 metro sobre el nivel del mar.

## Demografía
Según el Conteo de Población y Vivienda 2020, efectuado por el Instituto Nacional de Estadística y Geografía, la localidad de Jornaleros y Aparceros (Pajaritos) tiene 27 habitantes, de los cuales 14 son del sexo masculino y 13 del sexo femenino. Su tasa de fecundidad es de 2.3 hijos por mujer y tiene 7 viviendas particulares habitadas.
| Gráfica de evolución demográfica de Jornaleros y Aparceros (Pajaritos) entre 1995 y 2020 |
|                                                                                          |
| INEGI.                                                                                   |